# A Sport of Circumstances
A Sport of Circumstances (o A Sport of Circumstance) è un cortometraggio muto del 1915 diretto da Will Louis. Prodotto dalla Edison Company che lo distribuì attraverso la General Film Company, aveva come interpreti Raymond McKee, Arthur Housman, Dallas Welford, Caroline Rankin, Marie La Manna, Jean Dumar, Mabel Dwight, Maxine Brown.

## Produzione
Il film fu prodotto dalla Edison Company.

## Distribuzione
Distribuito dalla General Film Company, il film - un cortometraggio in una bobina - uscì nelle sale cinematografiche statunitensi il 23 giugno 1915.